# 1617
Реформація •  Епоха великих географічних відкриттів •  Ганза •  Нідерландська революція •  Річ Посполита •  Запорозька Січ

## Геополітична ситуація
Османську імперію очолює Мустафа I (до 1618). Під владою османського султана перебувають Близький Схід та Єгипет, Середземноморське узбережжя Північної Африки, частина Закавказзя, значні території в Європі: Греція, Болгарія та Сербія. Васалами османів є Волощина та Молдова.
Священна Римська імперія — наймогутніша держава Європи. Її територія охоплює, крім німецьких земель, Угорщину з Хорватією, Богемію, Північну Італію. Її імператором є Матвій з родини Габсбургів (до 1619). Король Богемії — Фердинанд II Габсбург (до 1637).
Габсбург Філіп III Благочестивий є королем Іспанії (до 1621) та Португалії. Йому належать Іспанські Нідерланди, південь Італії, Нова Іспанія, Нова Гранада та Нова Кастилія в Америці, Філіппіни. Португалія, попри правління іспанського короля, залишається незалежною. Вона має володіння в Бразилії, в Африці, в Індії, на Цейлоні, в Індійському океані й Індонезії.
Північ Нідерландів займає Республіка Об'єднаних провінцій. Король Франції — Людовик XIII Справедливий (до 1643). Королем Англії є Яків I Стюарт (до 1625). Король Данії та Норвегії — Кристіан IV Данський (до 1648), Швеції — Густав II Адольф (до 1632). На Апеннінському півострові незалежні Венеціанська республіка та Папська область.
Королем Речі Посполитої, якій належать українські землі, є Сигізмунд III Ваза (до 1632). На півдні України існує Запорозька Січ.
Царем Московії є Михайло Романов (до 1645). Існують Кримське ханство, Ногайська орда.
Шахом Ірану є сефевід Аббас I Великий (до 1629).
Значними державами Індостану є Імперія Великих Моголів, Біджапурський султанат, султанат Голконда, Віджаянагара. У Китаї править династія Мін. У Японії триває період Едо.

## Події

### В Україні
- Підписано Вільшанську угоду між козацькою старшиною і польською шляхтою.
- Засновано Луцьке братство.

### У світі
- Підписано мир у Буші між Річчю Посполитою та Османською імперією.
- Польський королевич Владислав Ваза пішов у похід на Москву.
- 9 березня у селі Столбово між Росією і Швецією підписано мирний договір, за яким Москві повернуто Новгород і деякі інші міста, а Швеція зберегла за собою узбережжя Фінської затоки від Нарви до Корели, завойовані в 1609 році.
- Османську імперію очолив душевно хворий Мустафа I.
- Королем Богемії обрано переконаного католика Фердинанда II Габсбурга.
- Під впливом Шарля д'Альбера французький король Людовик XIII відсторонив від влади свою матір Марію Медічі, організував убивство її фаворита Кончіно Кончіні, й почав самостійне правління.
- 16 грудня на території південноамериканських провінцій Іспанії за пропозицією королівського намісника Ернандо Аріаса де Сааведри в складі віцекоролівства Перу утворено провінції Ріо-де-ла-Плата (сучасна Аргентина) і Гуаїра (сучасний Парагвай).
- Іспанський флот завдав поразки нідерландському поблизу Філіппін.
- Англійський мореплавець сер Волтер Релі, випущений із в'язниці, здійснив нову подорож в Америку, намагаючись відшукати Ельдорадо.